# Pietro Minneci
Pietro Minneci (Messina, 25 agosto 1826 – Messina, 22 marzo 1873) è stato un patriota e scrittore italiano.

## Biografia
Nasce da illustre famiglia messinese: il padre, Lino, dapprima notaio in Tusa e poi giudice del Tribunale di Messina, la madre Rosa Mezzasalma è figlia di Nicolò, professore di etica e giudice nella Regia Gran Corte; sposa l'8 gennaio 1861 Anna Fazio dei baroni di Nasari.

### Attività patriottica
Partecipò ai moti insurrezionali del 1848 contro il governo borbonico, dapprima a Messina e poi in Calabria, quale volontario nelle truppe insurrezionali inviate dalla Sicilia.
Rientrato in Sicilia a seguito della sanguinosa repressione borbonica in Calabria nel giugno 1848, venne nominato sottotenente nell'esercito nazionale rivoluzionario del governo provvisorio retto da Ruggero Settimo.
A seguito della restaurazione del Governo borbonico in Sicilia, venne più volte tratto in arresto per misure politiche e sottoposto a domicilio forzoso nell'Isola di Ustica nel 1854.
Nel marzo del 1859, unitamente a Raffaele Villari e altri patrioti, entrò a fare parte del comitato insurrezionale di Messina. Si recò, quindi, a Palermo negli ultimi mesi del 1859, contribuendo a diffondere le idee liberali e preparare il terreno alla spedizione garibaldina. Scoperto, venne arrestato e processato.
A seguito dello sbarco di Garibaldi in Sicilia, si unì ai Mille, combattendo agli ordini del generale Medici quale capitano comandante della prima compagnia della Legione Garibaldi. Si distinse per atti di valore nella battaglia di Milazzo del 17-24 luglio 1860 e contribuì alla espugnazione di quella piazza.
Nel periodo del governo dittatoriale garibaldino venne nominato delegato per il governo provvisorio nella città di Barcellona.
Nel mese di agosto 1860 venne inquadrato nel Corpo dei Carabinieri Reali di Sicilia ed il 3 marzo 1861 transitò nei ruoli del Regio Esercito Italiano, con il grado di capitano, prestando servizio a Torino e Genova.

## Attività letteraria
Fu nominato socio dell'Accademia Peloritana dei Pericolanti nella classe di letteratura nel 1859 e
Redattore del giornale patriottico “Procida”.

### Scritti
- Ustica, Messina 1858, recentemente ripubblicato a cura del “Centro studi e documentazione Isola di Ustica”
- Canto dei legionari garibaldini
- Preghiere varie